# 甘棠商鞅介
甘棠商鞅介（学名：Shungyangella gangtanga）为半花介科商鞅介屬下的一个种。